# Bilal Ag Acherif
Bilal Ag Acherif (francès: Bilal ag Asherif)  (Mali, 1977) és el secretari general del Moviment Nacional per a l'Alliberament de l'Azawad.
El 26 de juny de 2012, Bilal Ag Acherif fou ferit en els enfrontaments entre combatents de l'MNLA i l'islamista Moviment per a la Unicitat i la Gihad a l'Àfrica Occidental, un cobel·ligerant de l'MNLA durant la rebel·lió tuareg de 2012. Segons un portaveu de l'MNLA, fou traslladat a Burkina Faso per ser atés.